# Józef Kozicki

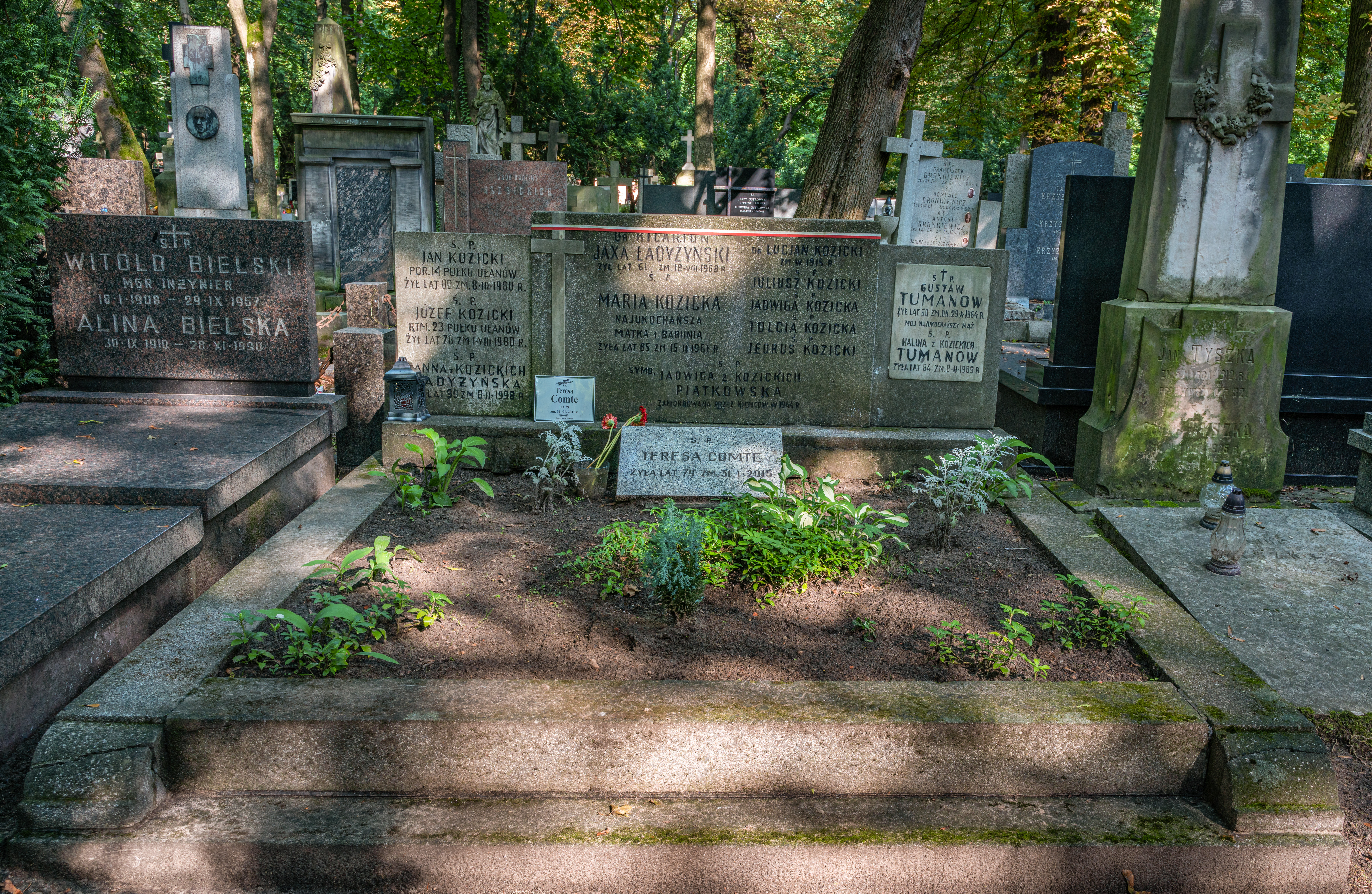
Grób Józefa Kozickiego na cmentarzu Powązkowskim

Józef Kozicki (ur. 29 listopada 1909, zm. 1 sierpnia 1980) – rotmistrz kawalerii Wojska Polskiego II RP.

## Życiorys
Urodził się 29 listopada 1909. W Wojsku Polskim został mianowany na stopień podporucznika kawalerii ze starszeństwem z dniem 15 sierpnia 1931. W latach 30. był oficerem 23 pułku ułanów w Postawach. Później został awansowany na stopień rotmistrza kawalerii. Po wybuchu II wojny światowej według stanu z 1 września 1939 był dowódcą 1 szwadronu w 23 pułku ułanów, następnie w trakcie kampanii wrześniowej służył w dywizjonie kawalerii KOP „Niewirków” oraz był dowódą 1 szwadronu pułku „Bohdan”. Przebywał w niewoli niemieckiej, w oflagu VII A Murnau, nr jeniecki 16192.
Zmarł 1 sierpnia 1980. Został pochowany w grobowcu rodzinnym na cmentarzu Powązkowskim w Warszawie (kwatera 191-6-7/8).